# الفيلق الإسباني
الفيلق الإسباني (بالإسبانية: Legión Española، La Legión)‏ المعروف بشكل غير رسمي باسم Tercio [الإنجليزية] أو Tercios، هو وحدة تابعة للجيش الإسباني وقوة التدخل السريع الإسبانية. نشأ في العشرينات من القرن العشرين ليكون مثابة جزء من جيش أفريقيا الإسباني. ويعتبر الفيلق الذي تأسس في يناير 1920 المعادل الأسباني للفيلق الأجنبي الفرنسي، عُرِف في البداية باسم (بالإسبانية: Tercio de Extranjeros)‏ (الأثلاث الأجنبية) وهو الاسم الذي حمله عند حربه في حرب الريف في 1920-1926. ومع أنه غالبا يجند بعض الأجانب من الدول الناطقة بالإسبانية، إلا أن عماد تشكيله هم من الأسبان. وبسبب أنه كان موجودا في المغرب الإسباني لخدمته فقد أعيد تسميته بـ Tercio de Marruecos (الأثلاث المغربي). وبعد انتهاء حروب الريف توسع وتغير اسمه مرة أخرى إلى «الفيلق الإسباني» بوجود العديد من "Tercio" بانها وحدات فرعية.
وقد لعب الفيلق دورا رئيسيا مع القوات القومية في الحرب الأهلية الإسبانية. ثم قام في حقبة مابعد فرانكو بمهمات في حرب يوغسلافيا وأفغانستان والعراق واليونيفيل.

## التاريخ

### التأسيس

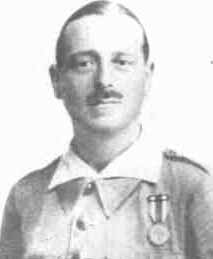
مؤسس الفيلق خوسي ميلان أستراي حوالي سنة 1900.

حاول ميلان أستراي إنشاء الفيلق الأجنبي الإسباني على غرار الفيلق الأجنبي الفرنسي حيث قدم توا من فرنسا، وفي يونيو 1920 اقترح على الجنرال فرانكو أن يكون مساعده، ولم يتردد فرانكو في القبول. فأنشأ الفيلق بموجب مرسوم ملكي يوم 28 يناير 1920 أصدره وزير الحرب خوسيه فيلالبا ريكيلمي باسم الأثلاث الأجنبية (Tercio de Extranjeros). كان الهدف هو مواجهة -كما فعلت فرنسا- قساوة القتال في حرب الريف التي لم تكن قوات الاحتياط جاهزة لها، وكذلك لتخفيض الصخب الشعبي للقتلى. فأصبح فرانكو مساعد قائد الفيلق وعاد إلى المستعمرة المغربية.
وفي 27 سبتمبر أصبح فرانكو قائد لعلمه الأول - تألف الفيلق من ثلاثة أعلام أو كتائب - وفي 10 أكتوبر وصل أوائل منتسبي الفيلق وعددهم مائتان إلى سبتة. فأرهبوا المدينة في تلك الليلة. فقُتلت عاهرة وعريف واجب وتسببت الاشتباكات التالية في وفاة شخصين. وقد تميز الفيلق بانضباطه الحديدي ووحشية العقوبات المفروضة عليه، وفي ساحة المعركة لتصبح قوة صدمة. وفي المقابل فقد أعفي كصمام هروب من الانتهاكات التي ترتكب ضد المدنيين. كما تميز بالوحشية التي مارسها ضد العدو المهزوم. ومن تلك القسوة قطع رؤوس السجناء وعرض رؤوسهم المقطوعة للإرهاب وعرض البطولة.
كانت قاعدتها الأولى هي في سبتة وتقع على تل يسيطر على مضيق جبل طارق بأكمله، احتله الجيش الإسباني سنة 1860. واحتلت الحملة الأولى لفرسان الفيلق الثكنات نهاية 1920. بقيت فيها حتى 2008. وكان أول قائد لها هو المقدم المشاة ومؤسسه خوسي ميلان أستراي الذي بعد تجربته في الفلبين في قيادة الأهالي التاغالوغيون، وقاد في المغرب قوة الأهالي النظامية (بالإسبانية: Regulares)‏، وبعدها انتقل للموقع الجديد الذي سيعطيها القوة والأسلوب الغريب والغامض. وضعت هذه الوحدة للأسبان والأجانب الذين طوعوا للقتال في المغرب. في البداية تألفت وحدة الأثلاث من طاقم قيادة وإدارة أكبر، وأربعة أعلام (وحدة مكافئة لكتيبة). يتألف كل علم من السرية الرئيسة، وسريتين من الرماة وسرية رشاش. كان القائد فرانشيسكو فرانكو آنذاك رئيسًا للعلم الأول، ونائب لميلان أستراي.

### لقب الفيلق الإسباني
كانت تشكيلات الفيلق الإسباني مشابهة لما في الفيلق الأجنبي الفرنسي. وهدفها توفير مجموعة من الجنود المحترفين للقتال في حملات إسبانيا الاستعمارية في شمال أفريقيا، بدلاً من وحدات المجندين التي أثبتت عدم فعاليتها. وقد أطلق أول قائد لها وهو المقدم خوسيه ميلان-أستري على تلك الوحدات اسم الفيلق "La Legión"، ولكن لم يثبت هذا اللقب عليها إلا في سنة 1937، حيث كان أول لقب لها هو الأثلاث الأجنبية (Tercio de Extranjeros). وكان من أوائل من انضم إليها من الأجانب صيني وثلاثة يابانيون ومالطي وروسي وأمريكي أسود. ولكن سرعان ماأضحى غالبية أعضائها من الإسبان الذين انضموا للقتال خارج أسبانيا الأوروبية.
وكلمة Tercio وتعني الثلث هو مصطلح عسكري أسباني قديم يرجع إلى القرن 16. وهو بالكاد يُترجم بمعنى الفوج (في الأصل كان لديه ما يكفي من العدد الجنود ليصبح نصف لواء). ثم استبدل اسم الأثلاث في القرن 18 إلى الأفواج. حيث لاتوجد كلمة مرادفة لها باللغة الإنجليزية. وقد اختير الاسم لاستحضار عصر السيادة العسكرية الإسبانية باعتبارها القوة الكاثوليكية الرائدة في أوروبا تحت حكم ملوك آل هابسبورغ الذين نظموا الأثلاث سنة 1534، وقد اكتسبت أفواج المشاة تلك سمعة بأنه لا يقهر.
وقد أعيد تسمية الوحدة سنة 1925 إلى الأثلاث المغربية (Tercio de Marruecos). ثم اختصر إلى Tercio. وفي ذروة الحرب الأهلية الإسبانية سنة 1937 تم تغيير الاسم إلى الفيلق «La Legion»، وهو الاسم الذي لا يزال معروفًا به حتى اليوم.

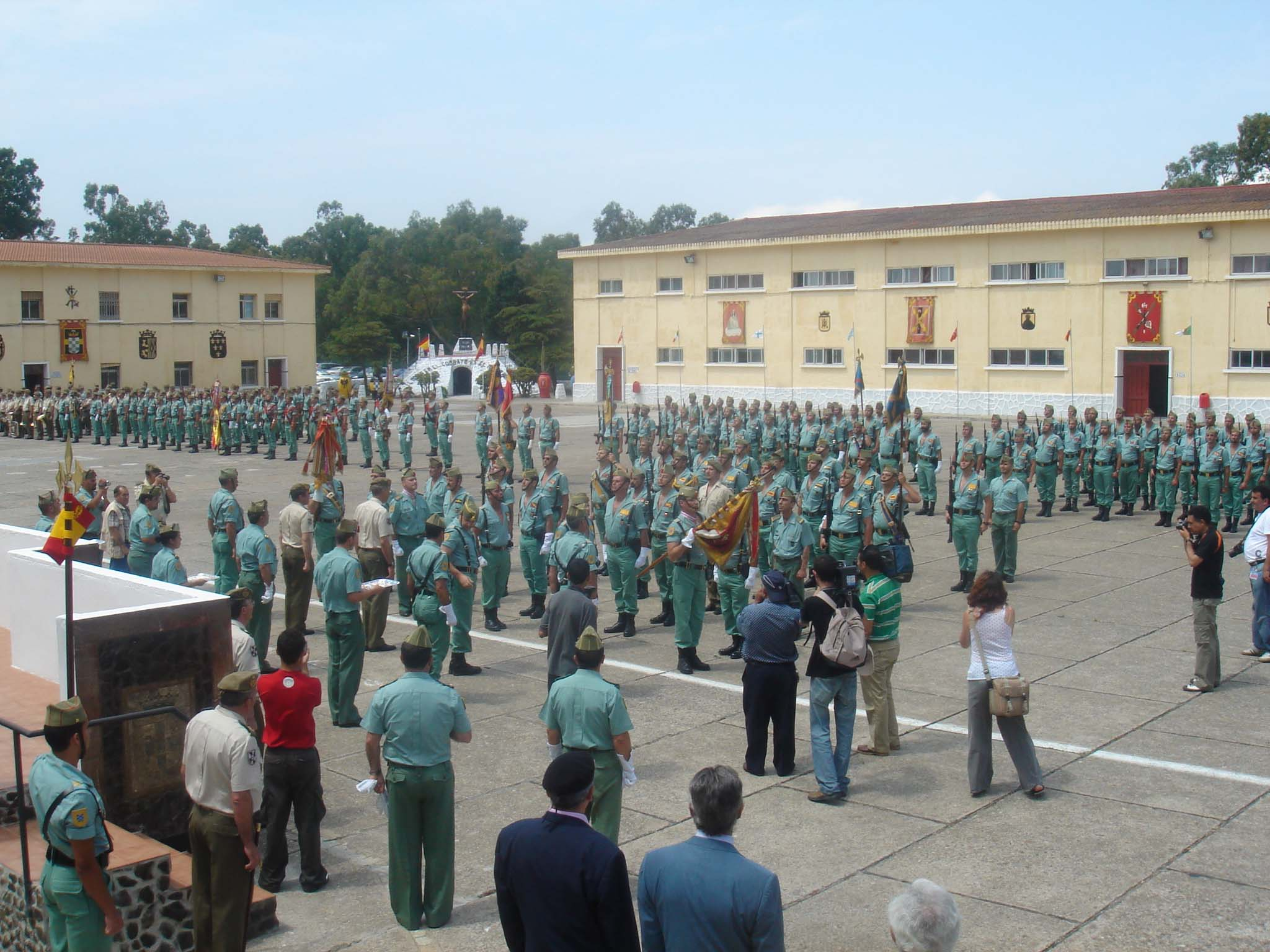
قاعدة الفيلق في سبتة

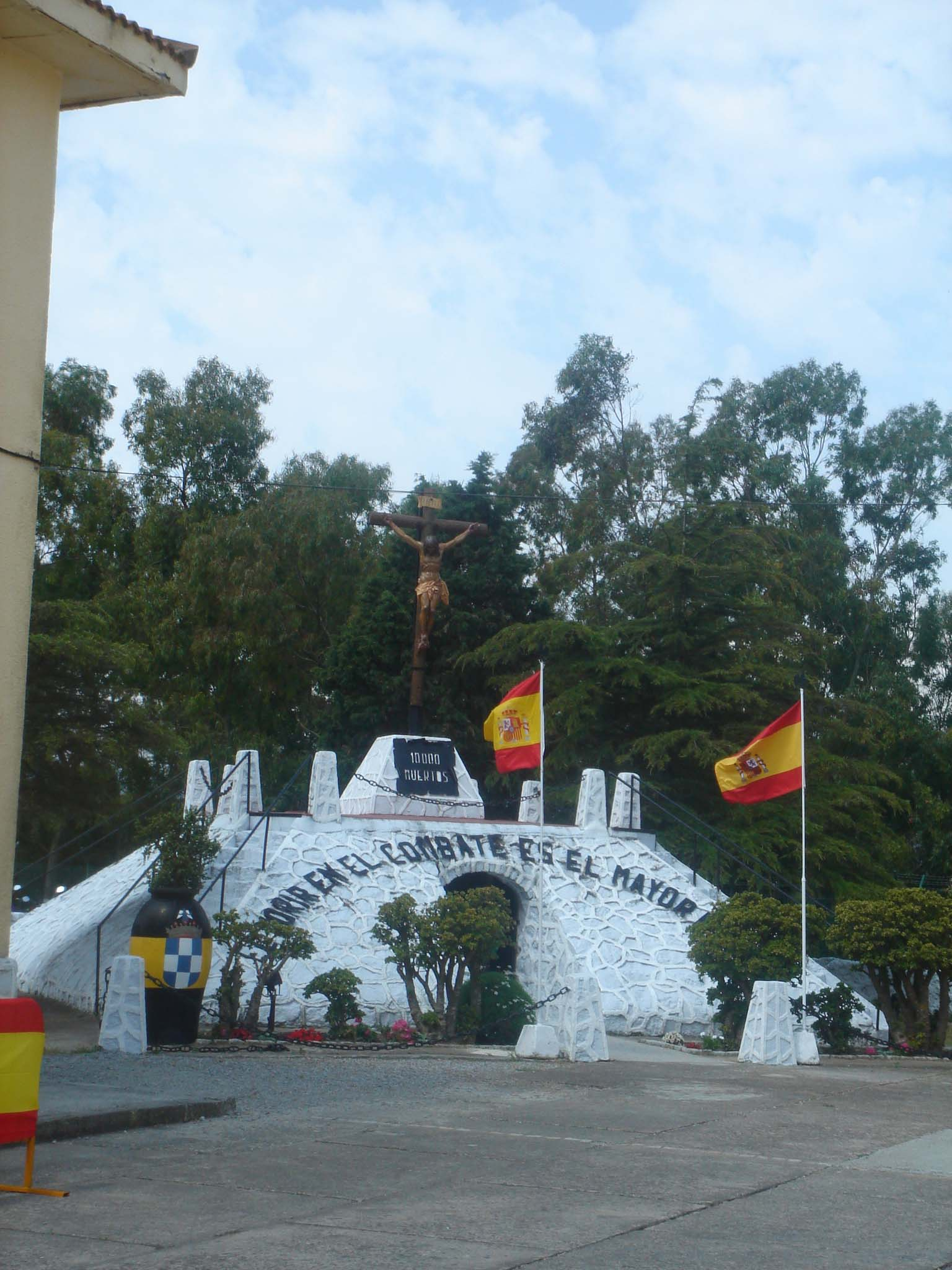
قاعدة الفيلق في سبتة

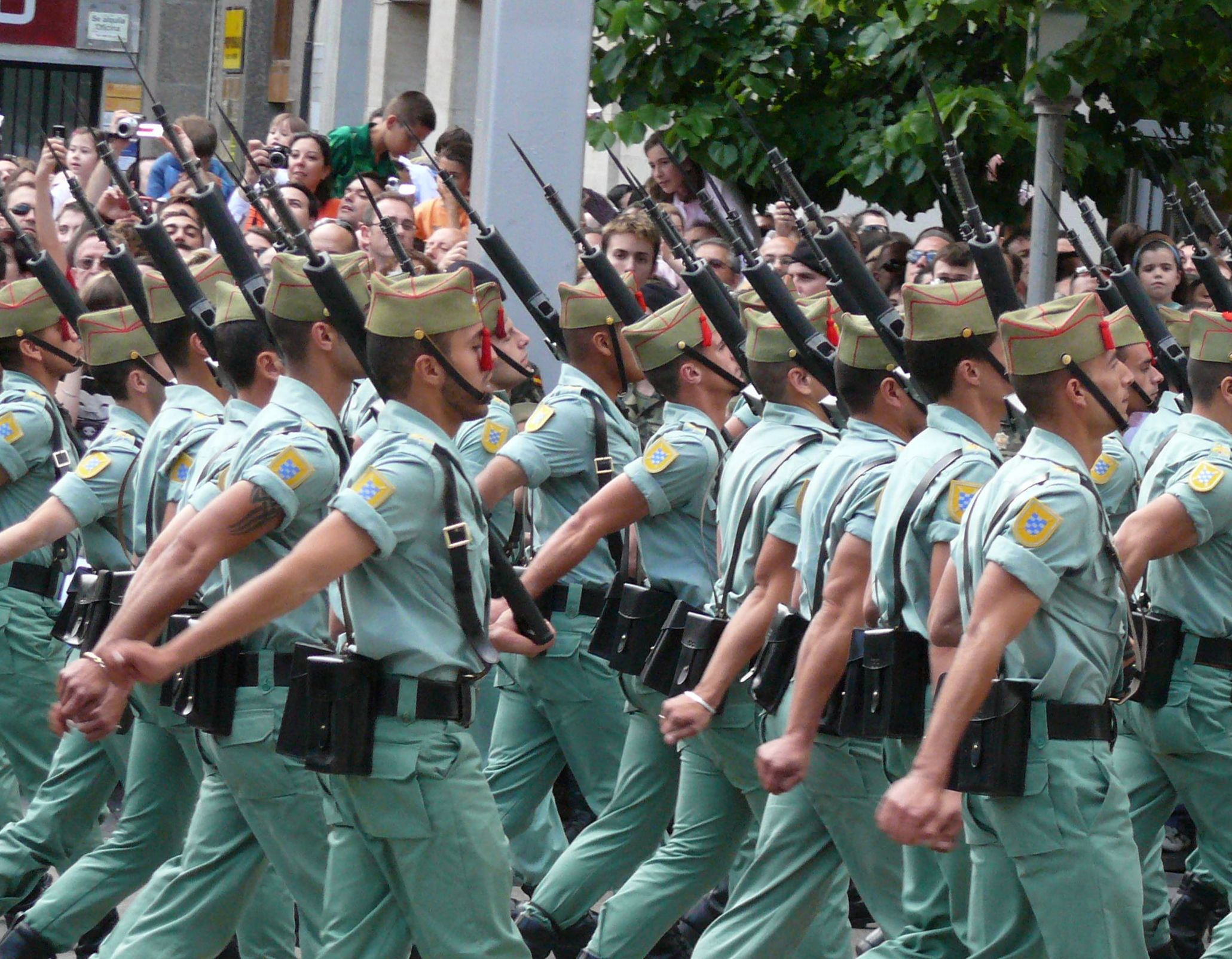
الفيلق في مسير

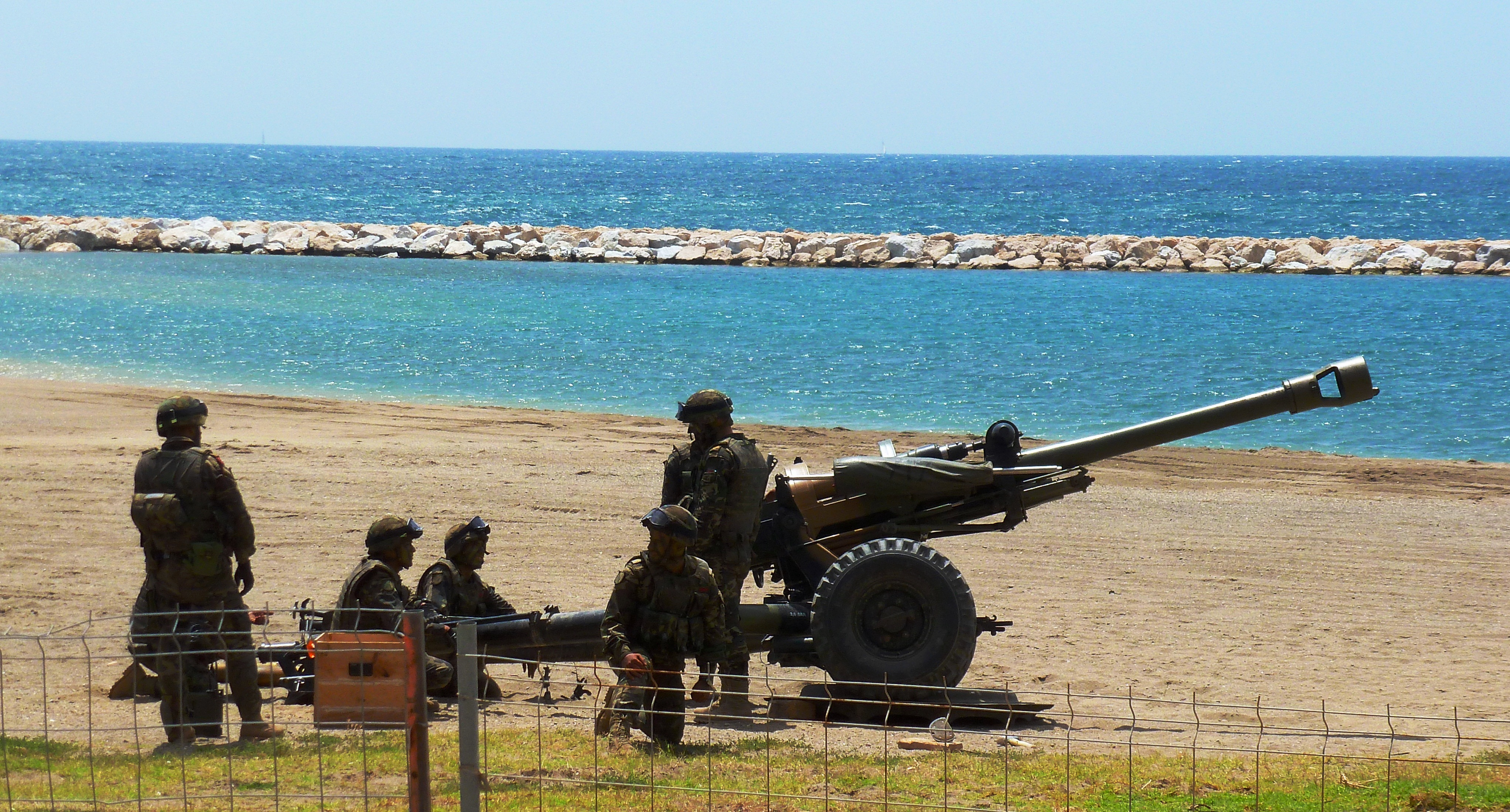
مدفع L118 حجم 105mm لمجموعة مدفعية الفيلق

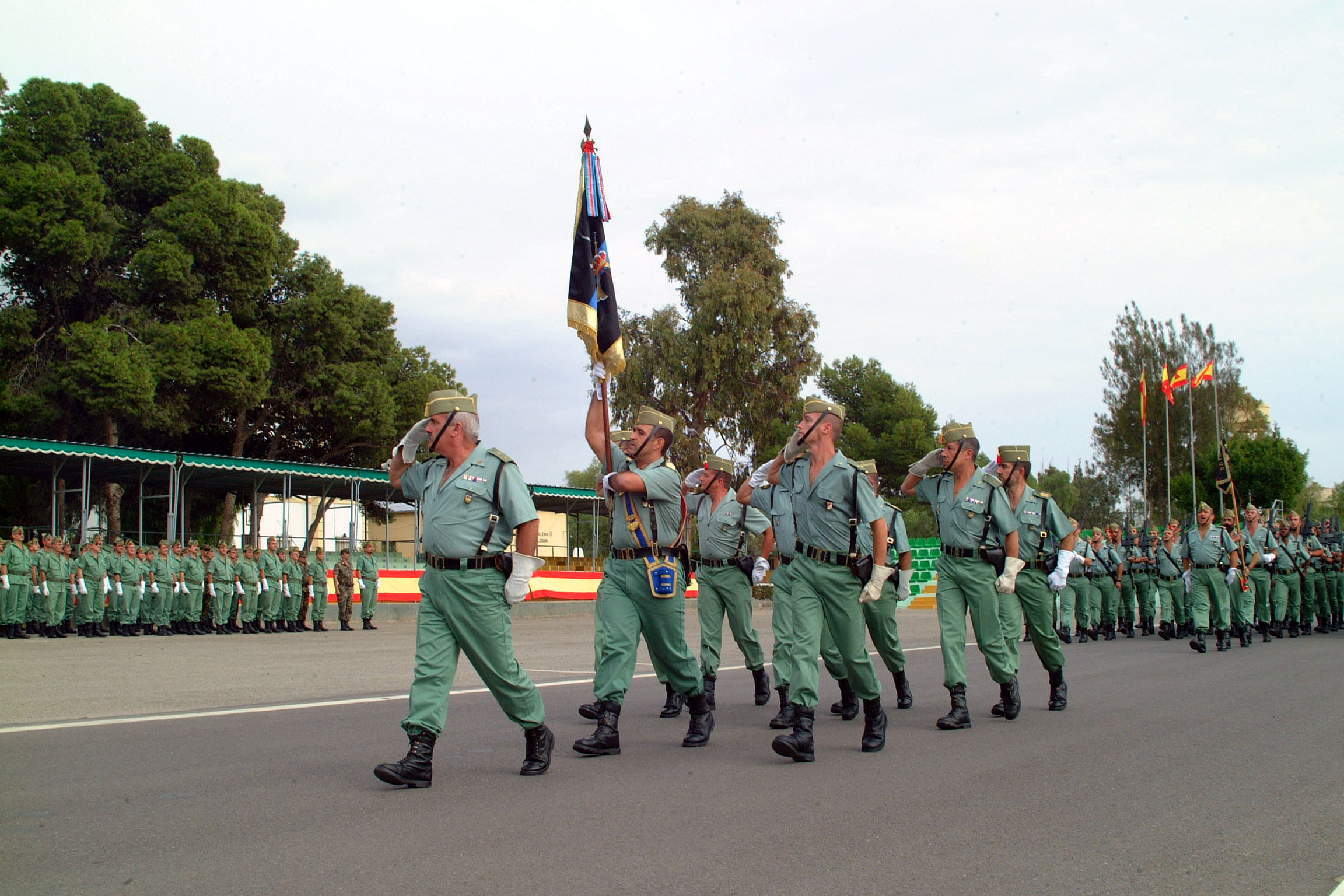
العلم الإسباني

### الحملات الأولى

#### حروب الريف
شارك الفيلق في حروب الريف منذ بدايتها سنة 1920 وحتى انتهائها سنة 1927، أما العمل الأكثر تميزًا له في ذلك الوقت هو إنزال الحسيمة. وفي بداية الجمهورية الثانية تمت الموافقة على إصلاح الجيش (المعروف باسم قانون أزانيا) في الكورتيس، والذي منح الموافقة على خروج الضباط من الخدمة خلال 30 يوما. وأيضا سمحت نهاية الحرب الاستعمارية في المغرب من الحد من أعداد قوات الفيلق. وقد أُرسلوا لاحقا مع قوات النظاميين (regulares) سنة 1934 إلى إسبانيا لقمع التمردات التي حدثت ضد الجمهورية الثانية في ثورة إستورياس. كان فرانشيسكو فرانكو أحد قادة الفيلق والقائد الثاني للوحدة، وقاد في نفس الوقت لواء الفيلق الأول.

#### الحرب الاهلية الاسبانية
لعب الجيش الأفريقي تحت قيادة المقدم خوان ياغوي دورا هاما في الحرب الاهلية الاسبانية إلى جانب المتمردين. فالمهنية القتالية لكل من الفيلق والوحدة النظامية المغربية أعطت قوات فرانكو المتمردة ميزة كبيرة على القوات الجمهورية الإسبانية الأقل تدريبا. وظل جيش أفريقيا رأس حربة النخبة، وأدى توسع جيوش المتمردين بعد أبريل 1937 إلى توزيع الفيلق والوحدة النظامية المغربية على عدة جبهات. وبعد انتصار فرانكو سنة 1939 انخفض حجم الفيلق وعاد إلى قواعده في المغرب الإسباني. ثم بعد ذلك فقط حصل الفيلق على تكوينه الحالي ب 4 أفواج حيث أنشئ الفوج الرابع سنة 1950.

#### حرب إفني
نال المغرب استقلاله من إسبانيا سنة 1956 بموجب اتفاق الرباط، ولكن ظلت أراضي إفني والصحراء الغربية خاضعة لإسبانيا. ولمواجهة العصابات المغربية المسلحة وتعزيز الحامية هناك استمر وجود الفيلق جزء من حامية ما تبقى من المناطق والأقاليم الإسبانية في شمال أفريقيا. قاتل الفيلق مجموعات عربية غير نظامية في حرب إفني في 1957-1958. واستمرت الأعمال القتالية حتى 30 يونيو حيث تمكنت القوات الإسبانية خلالها من هزيمة المجموعات المسلحة إما وحدها في إفني أو بالتعاون مع القوات الفرنسية في الصحراء الغربية. وبعد الانتهاء من العمليات القتالية في أغسطس 1958 انتقلت ألوية الفيلق نحو الصحراء المغربية جالبة معها الرجال والخبرة المطلوبة لتشكيل لوائين، وهما لواء دون خوان النمساوي ولواء أليخاندرو فارنسيو وهما اللوائين الثالث والرابع. ويتألف كل من: فوجين. فوج الفرسان المدرع خفيف (لاحقا الفوج الصحراوي الخفيف من 1966) وبطارية مدفعية متنقلة.
وبعد استكمال تسليم المحمية في فبراير 1961، اكملت القوات انسحابها ونقلت آخر الوحدات الأولى «الكابتن الكبير» والثانية «دوق ألبا» إلى مليلية وسبتة على التوالي. ثم سلمت إفني إلى المغرب سلميا في يونيو من عام 1969 بعد توقيع معاهدة في فاس وحلت الوحدة التي كانت بها في أغسطس 1958.

#### المسيرة الخضراء
وصلت رياح أفريقيا في إنهاء الاستعمار إلى الصحراء الإسبانية في أوائل سبعينيات القرن العشرين. ففي 17 يونيو 1970 فتحت وحدات الفيلق النار وقتلت مابين متظاهرين إلى أحد عشر متظاهراً في حي زملة بمدينة العيون في الصحراء الإسبانية. كان للحادث الذي عُرف باسم انتفاضة الزملة تأثير كبير على دفع الحركة الصحراوية المضادة إلى تبني الكفاح المسلح، وتشكيل جبهة البوليساريو بعدها بثلات سنوات. ففي 20 مايو 1973 وقع أول هجوم لجبهة البوليساريو: اعتداء على موقع الشرطة المحلية لبئر جانكويل كيسات. فبدأ الفيلق بالتحرك بعد زيادة تلك الأعمال العدائية وتهديد المغرب باحتلال الصحراء المغربية، فعملها لا يقتصر على حماية الحدود ضد أي اعتداءات محتملة من المغرب، بل يقوم بحماية الأمن ضد أعمال البوليساريو في الداخل. فبدأت اعتبارا من 21 أغسطس 1974 بإرسال وحدات من اللواء الرابع إلى القطاع الشمالي للصحراء، وفي 18 ديسمبر جري اقتتال ضد تفاريتي.
فالعزلة الدولية التي عاشتها إسبانيا في حل النزاع الصحراوي، فسعت إلى تقرير مصير سكانها ودافعت عنه، وأيضا اللحظة الداخلية الدقيقة التي مرت بها خلال الحالة الصحية الخطيرة لرئيس الدولة الجنرال فرانكو، حيث استغلها المغرب لتنظيم ما يسمى المسيرة الخضراء. ففي يوم 6 نوفمبر 1975 قطعت المسيرة الخضراء الأسلاك الشائكة وعبرت الحدود وقد راقب سلاح الفرسان تقدمها. فتوقف مايقرب من 50 ألف مدني مغربي أمام حقول الألغام ومناطق دفاعية تبعد 10 كيلومترات عن الحدود. أجبر الوضع حكومة إسبانيا على الدخول في مفاوضات انتهت باتفاق لتوزيع إدارة الصحراء الإسبانية بين المغرب وموريتانيا.
وقد انتشر مايقرب من 5,000 عسكري منتسب للفيلق في الصحراء للمساعدة في عملية الإخلاء المعقدة لمغادرة المنطقة، وتعين عليهم تسليمها إلى القوات المغربية والموريتانية. فسلم الفوج السابع سمارة يوم 27 نوفمبر. وفي 11 ديسمبر استلمت الحكومة سيدي بويا. ثم غادرت الأفواج مدينة الداخلة في يوم 16 من نفس الشهر. وبقي فقط فوجين صغيرين في الصحراء. وفي سنة 1975 ومع التخلي عن الصحراء الإسبانية، انتقل الفوج الثالث لتشكيل حامية في جزيرة فويرتيفنتورا، بينما بقي الفوجين الأول والثاني في مليلية وسبتة على التوالي. وبعد الخروج ظهرت مشاكل في التكِّيف والإحباط والاكتئاب في وقت لم تكن هناك إصابات لأسباب نفسية. وتورط منتسبو الفيلق في جرائم عديدة في الجزيرة ووصلت إلى خطف طائرتين في أغسطس 1979 ويونيو 1982. فطالب مجلس جزيرة فويرتيفنتورا بحل الفيلق خاصة بعد قتل ثلاثة سياح. وقد ألغي الفوج الرابع. ولكن أعيد تشغيله سنة 1981 وظلت حامية في رندة (مالقة).

### التغييرات وبعثات السلام
في عقد 1980 تعرضت استمرارية الفيلق للإلغاء، ولكن تمكن من البقاء مقابل تغييرات كبيرة في التجنيد، والقضاء على المظاهر المنفردة للفيلق، فألغي مقياس ضباط الصف للفيلق. وفي سنة 1995 أسس لواء المشاة الملك ألفونسو الثالث عشر الثاني الخفيف في المقر السابق للواء الثالث والعشرون مشاة ميكانيكي في فاياتور بمقاطعة المرية.
انضمت أول امرأة إلى الفيلق سنة 1990، في السلك الطبي. ولم تأت سنة 2009 حتى كان هناك 265 امرأة في الفيلق. وقد بلغت نسبة النساء سنة 2012 حوالي 9% من اجمالي منتسبي الفيلق، ومنهن العديد في الوحدات ولكن ليس في الوحدات القتالية عند مشاركة في المهمات الخارجية.
وبعد فترة من حظر تجنيد الأجانب بدأ الفيلق بقبولهم، كما هو الحال في وحدات الجيش الأخرى، فيستقبل جنود من أمريكا-الأسبانية ومن غينيا الاستوائية. وبدءا من التسعينيات تدخل الفيلق في بعثات سلام مختلفة تابعة للأمم المتحدة وحلف شمال الأطلسي ومنظمة الأمن والتعاون في أوروبا والاتحاد الأوروبي في مناطق الصراع المختلفة:

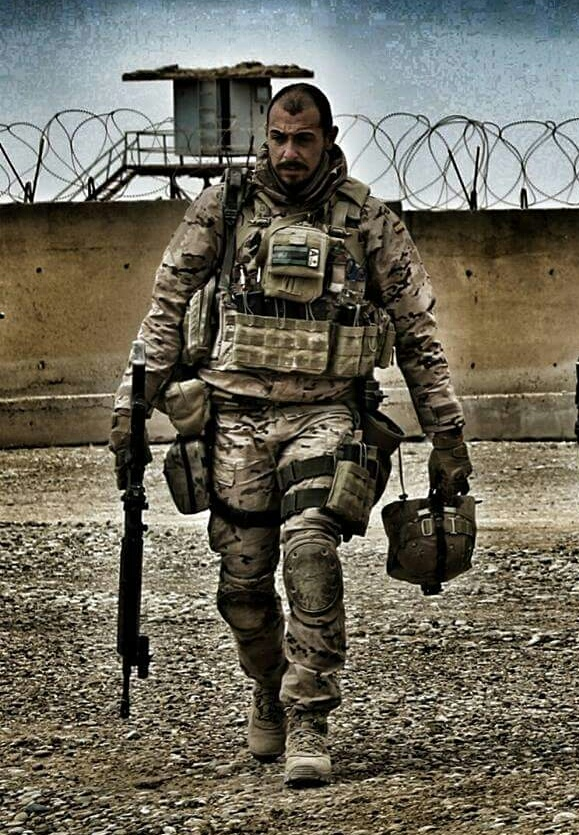
مقاتل من الفيلق عائدا من مهمة حراسة في العراق

- 1992: البوسنة والهرسك: ضم 926 رجلا إلى قوة الأمم المتحدة للحماية.
- 1993: البوسنة والهرسك: 1063 جنديًا في وحدة الأمم المتحدة.
- 1996: البوسنة والهرسك: 1003 بنسقة رسمية على مهمة الناتو.
- 1997: ألبانيا: 325 جنديا في عملية منظمة منظمة الأمن والتعاون.
- 1999: كوسوفو (يوغوسلافيا): 727 رجلاً في مهمة الناتو.
- 2000: كوسوفو، يوغوسلافيا: 228 رجل في مهمة الناتو.
- 2001: كوسوفو، يوغوسلافيا: 770 رجل في مهمة الناتو.
- 2001: مقدونيا: 125 رجلًا في عملية الحصاد الأساسي.
- 2003: العراق: 360 من المنشقين في قوة متعددة الجنسيات.
- 2004: العراق: 768 رجلاً في فرقة متعددة الجنسيات.
- 2005: البوسنة والهرسك: 167 رجلًا في بعثة يوفور.
- 2006: أفغانستان: 276 رجل في مهمة حلف شمال الأطلسي.
- 2006: جمهورية الكونغو الديمقراطية: 130 رجلاً في مهمة يوفور.
- 2006: لبنان: 824 رجلاً في مهمة حفظ السلام التابعة لحلف الناتو في وحدة يونيفل.
- 2008: أفغانستان في مهمة لحلف الناتو.
- 2008: لبنان في قوة اليونيفل التابعة للأمم المتحدة.
- 2010: أفغانستان فرقة عمل كتيبة قوة بادغيس.